# Hugh Piggott
Pour les articles homonymes, voir Piggott (homonymie).
Hugh Piggott est un Écossais qui habite sur la presqu'île de Scoraig. Disposant de plus de trente ans d'expérience dans le domaine de l'éolien et d'une expérience pratique très complète acquise à travers l'installation et la maintenance de nombreux modèles d'aérogénérateurs sur la presqu’île de Scoraig, il est, dans les années 2000, reconnu comme l'un des experts mondiaux du petit éolien,.

## Biographie
Isolé de tout réseau électrique et disposant d'un potentiel éolien très favorable, avec une moyenne annuelle supérieure à 6 m/s et peu d'obstacles, il s'est improvisé constructeur d'éoliennes. Après sept tentatives, il a conçu une machine fonctionnelle. Il s'agissait d'un modèle bipale construit sur la base d'une dynamo de Jeep de 24V. Ses voisins l'ont alors sollicité pour fabriquer la leur et certains de ces modèles fonctionnent encore aujourd'hui, après quelques réparations et ajustements.
Hugh Piggott propose une approche très « low-tech », influencée par les réalités de son environnement à Scoraig : fabrication à faible coût et avec un outillage limité, conception simple et robuste, utilisation de matériaux ou pièces recyclés, comme par exemple des moyeux de voitures. La conception performante et robuste de ses éoliennes ainsi que leur simplicité de fabrication en font une référence pour les auto-constructeurs du monde entier. Des réseaux d'autoconstructeurs d'éoliennes Piggott ont ainsi vu le jour, parmi lesquels Otherpower aux États-Unis et Tripalium en France,, ; au Nicaragua, l'ONG blueEnergy utilise également les travaux de Hugh Piggott pour électrifier les zones rurales.
Hugh Piggott dispense son savoir-faire depuis une quinzaine d'années sous la forme de stages où l'on apprend à construire soi-même une éolienne.

## Ouvrage
- (en) Boiling Point 45: Low-cost electrification for household energy, Windpower: Small is beautiful , 2000